# Distrito de Cajabamba
El Distrito peruano de Cajabamba es uno de los cuatro distritos de la Provincia de Cajabamba, ubicada en el Departamento de Cajamarca, bajo la administración del Gobierno Regional de Cajamarca en el Perú.

## Capital
Su capital es la localidad de Cajabamba, ubicada a una  Altitud de 2 651 m s. n. m.

## División administrativa

### Centros poblados
- Urbanos
  - Cajabamba.
- Rurales

## Atractivos Turísticos
Museo Yachaywasi:  La colección del museo está conformada por bienes culturales de cerámica, metal y textil; instrumentos musicales; obras
de arte religioso y otros de época colonial. Además posee una colección de fósiles. Lunes a viernes de 9 a. m. a 5 p. m.

## Autoridades

### Municipales
- 2015 - 2018
  - Alcalde: Marcelo Gamboa Hilario.
- 2011 - 2014
  - Alcalde: Wilson Elmer Pesantes Alayo, del Movimiento  Gloriabamba.
  - Regidores: Martha Beatriz Martínez Merino (Gloriabamba), Ayde Edelmira Rebaza Montes de Eslava (Gloriabamba), María Esther Bellina Montoya de Roeder (Gloriabamba), Brander Alfredo Alayo Yupanqui (Gloriabamba), Tito Wistom Gutiérrez Pereda (Gloriabamba), José Carlos Julca Orbegoso (Gloriabamba), Richard Obando Barahona (Fuerza Social), Luis Alfredo Casana Aristizábal (Fuerza Social), Pedro Luis Salaverry Paredes (APRA).
- 2007 - 2010
  - Alcalde: Carlos Alberto Urbina Burgos.

## Festividades
- Febrero
  - Carnavales
  - Creación de la provincia
- Octubre
  - 8: Virgen del Rosario, Fiesta Patronal.